# Castello di Fasanerie
Il castello di Fasanerie è un castello posto a Eichenzell, nei pressi di Fulda. Sino alla metà dell'Ottocento, fu la residenza estiva dei principi-vescovi e poi vescovi di Fulda, passando poi all'elettorato d'Assia ed infine allo stato prussiano.

## Storia

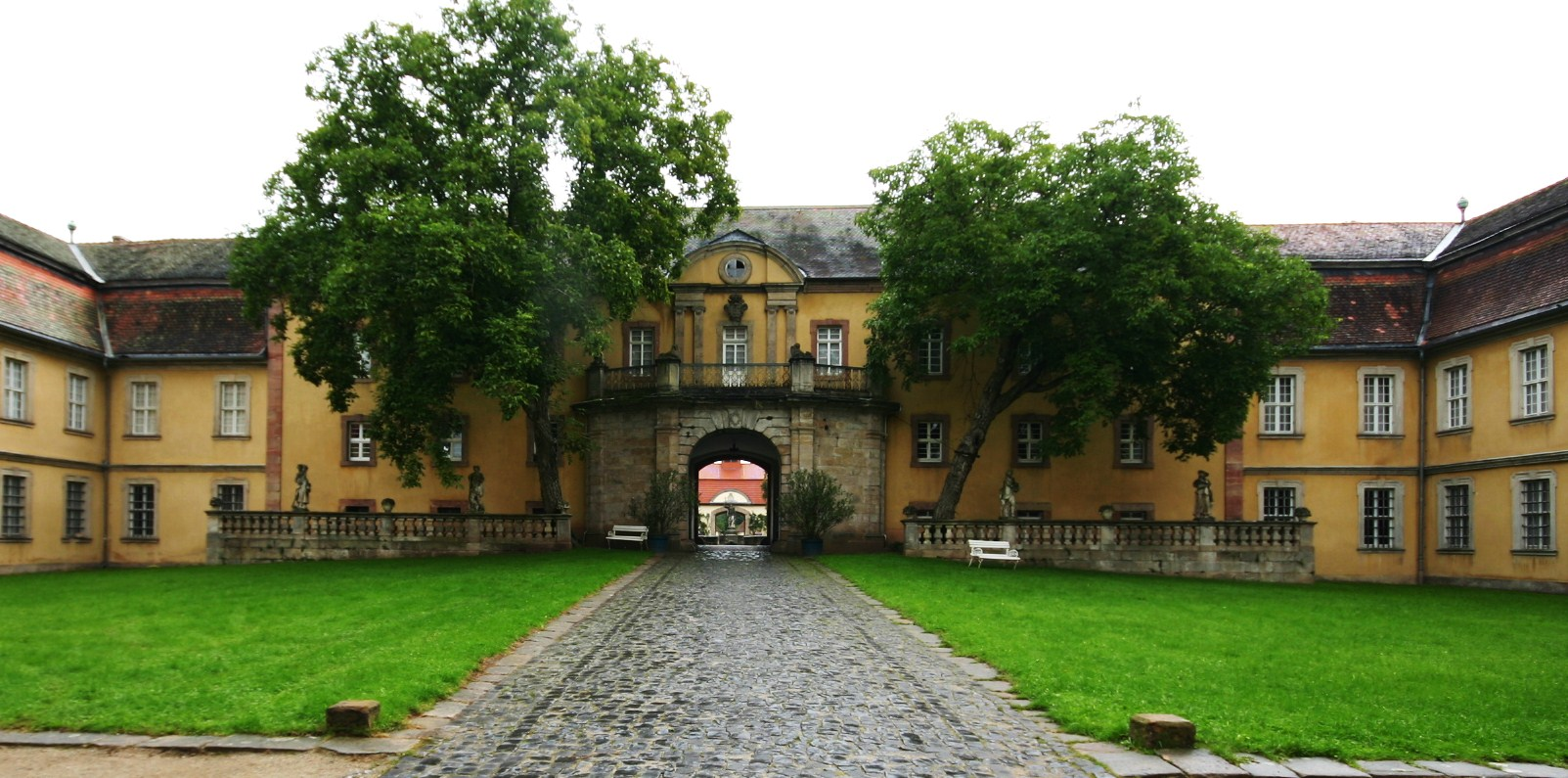
La parte più antica dell'edificio, costruita da Johann Dientzenhofer.

Intorno al 1710 l'abate di Fulda, Adalbert von Schleifras, diede il via alla costruzione di un padiglione per la caccia, attività che amava praticare come svago personale e della sua corte principesca, affidandone presumibilmente il progetto a Johann Dientzenhofer. Il nome di Fasanerie riprende proprio il termine tedesco che indica una riserva di caccia contenente fagiani e altri animali da selvaggina. Dal 1730 il castello venne ampliato sotto il principe-abate Adolf von Dalberg. Gli ampliamenti proseguirono poi ancora nel 1757 sotto il governo del principe-vescovo Amand von Buseck su progetto dell'architetto di corte Andrea Gallasini. Con la secolarizzazione del vescovado di Fulda attraverso la Reichsdeputationshauptschluss del 1803, i possedimenti di Fulda passarono all'effimero principato di Nassau-Orange-Fulda. Annesso ai territori napoleonici, nel 1810 entrò nel Granducato di Francoforte. Col Congresso di Vienna, nel 1816 la provincia di Fulda entrò a far parte dell'Elettorato d'Assia. Il castello venne utilizzato come residenza estiva dai vescovi di Fulda (che pure rimasero in carica indipendentemente dalla perdita del principato secolare) sino alla metà del XIX secolo. 

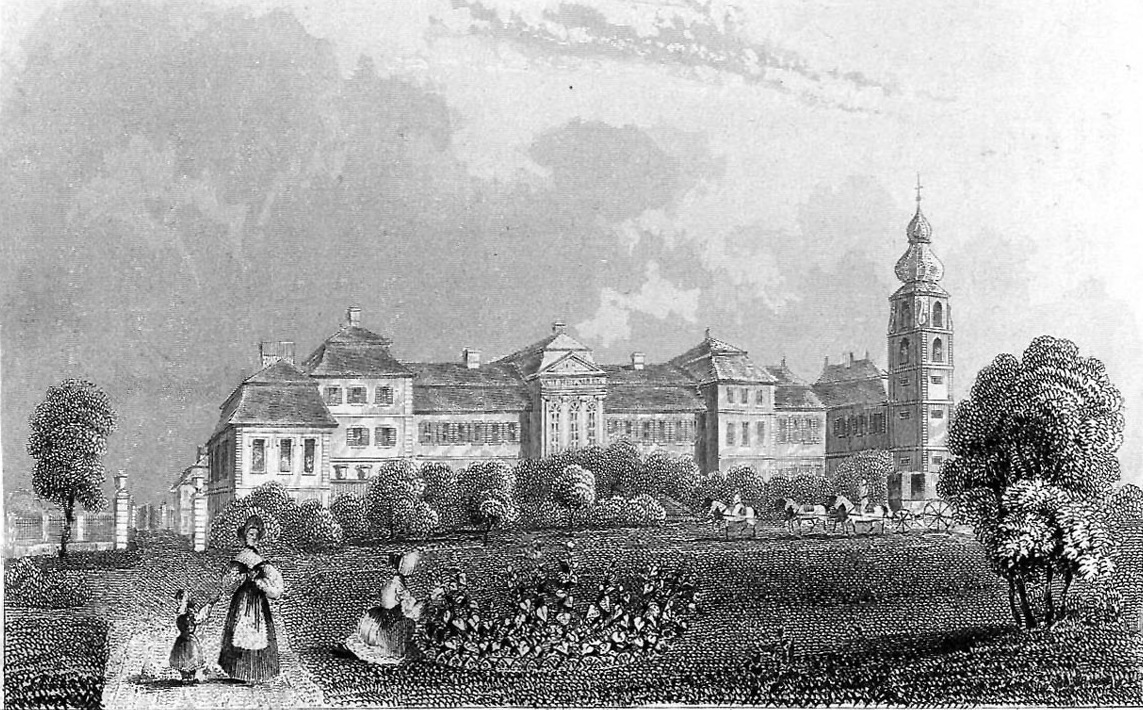
Il castello di Fasanerie in una stampa del 1850

Dopo l'annessione dell'Assia nel 1866 da parte della Prussia, la proprietà venne espropriata ed infine restituita al langravio Federico Guglielmo d'Assia-Kassel che la utilizzò come residenza estiva privata dal 1878. Sua moglie, la principessa Maria Anna di Prussia, visse nel complesso fino al 1918.
Il palazzo, divenuto di proprietà dello stato dopo il crollo della monarchia, subì pesanti danni durante la seconda guerra mondiale e dal 1972 ospita un museo costituito in gran parte dalla collezione d'arte della casata d'Assia, con oggetti d'antiquariato e una vasta collezione di porcellane.
Nel 2010 il castello è stato completamente restaurato, riprendendo il proprio colore originario su toni di bianco.

## Descrizione

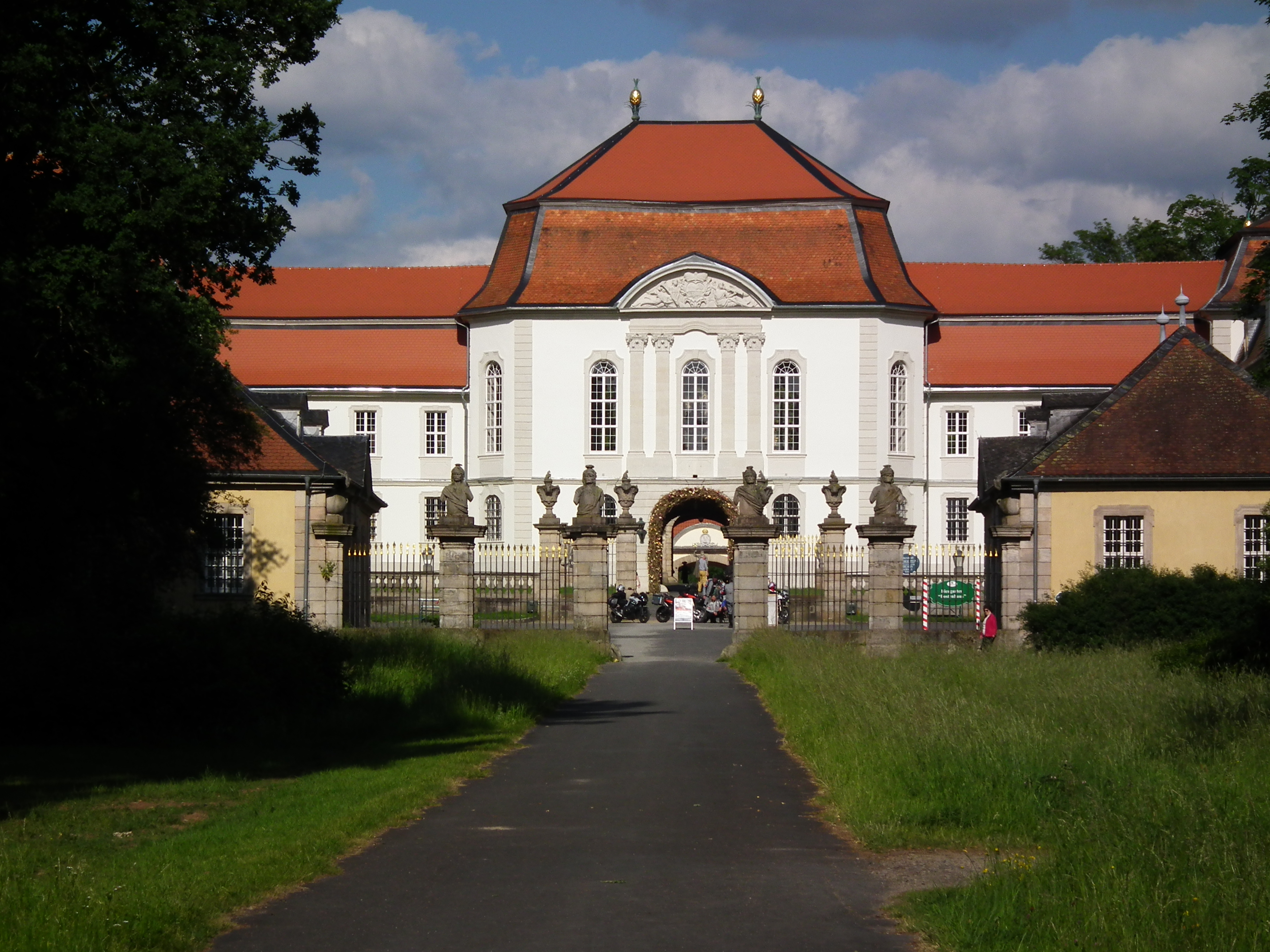
La parte centrale del castello nel 2012

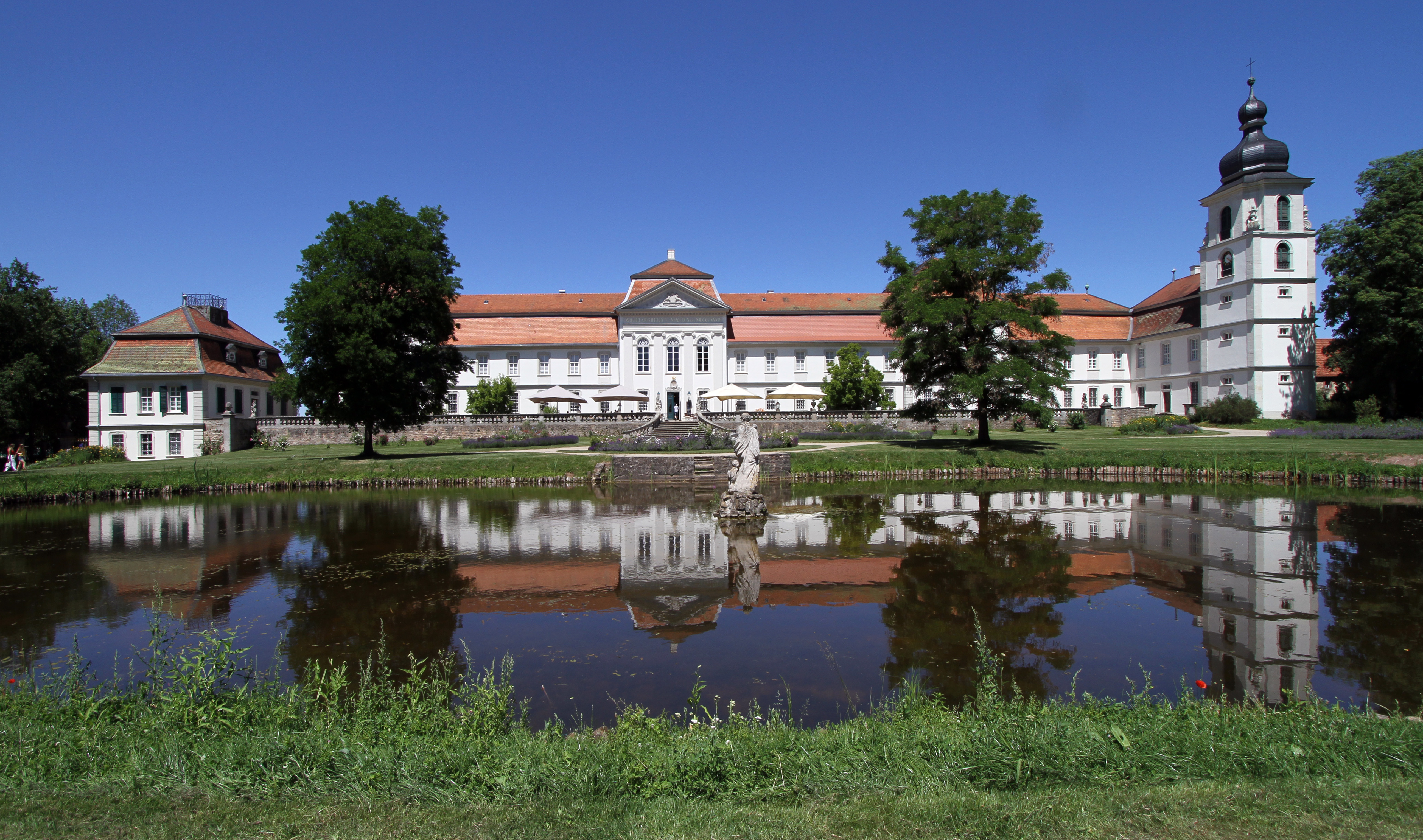
Il fronte verso il giardino

Il castello è composto da una serie di edifici ad ali attorno ad una serie di cortili. L'edificio originale è il vecchio castello (il cosiddetto Schlösschen o Adolphseck, costruito dal capomastro della cattedrale di Fulda, Johann Dientzenhofer ), che si trova al centro del complesso ed è fiancheggiato da due torri, una a nord e una a sud. Ad est si trovavano le scuderie.
Il castello era un tempo circondato da un giardino barocco, oggi visibile solo nella sua struttura di base, che si estende comunque su una superficie di 100 ettari. Tuttavia, la casa da tè di stile giapponese, ad esempio, testimonia ancora lo splendore del parco tardo barocco del complesso. Il giardino attualmente presente ospita un gran numero di specie arboree diverse, all'importazione delle quali contribuì tra gli altri Linneo. Il parco del castello è circondato da un muro di pietra naturale alto fino a sei metri.

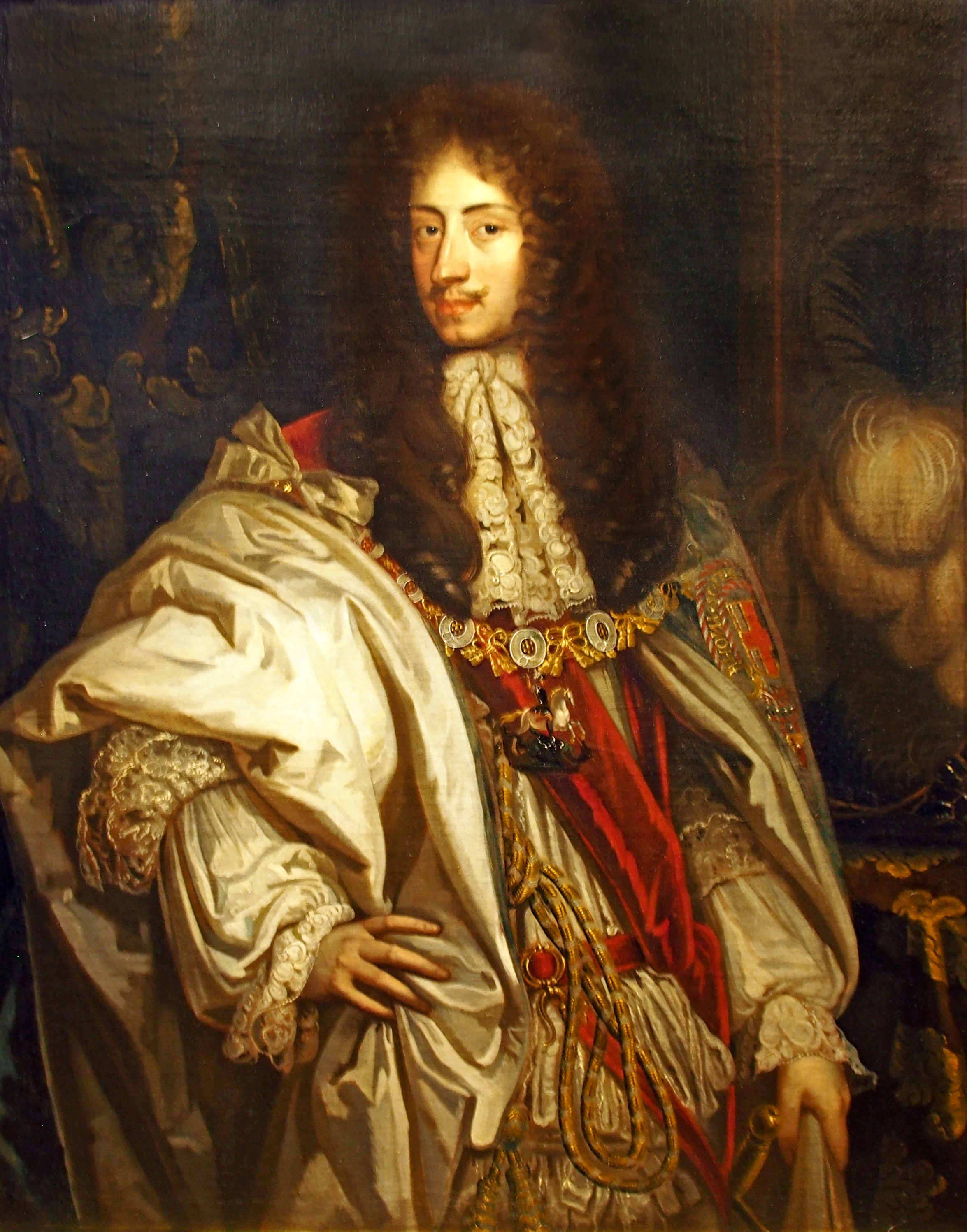
Ritratto di Carlo II del Palatinato di Willem Wissing, c. 1680
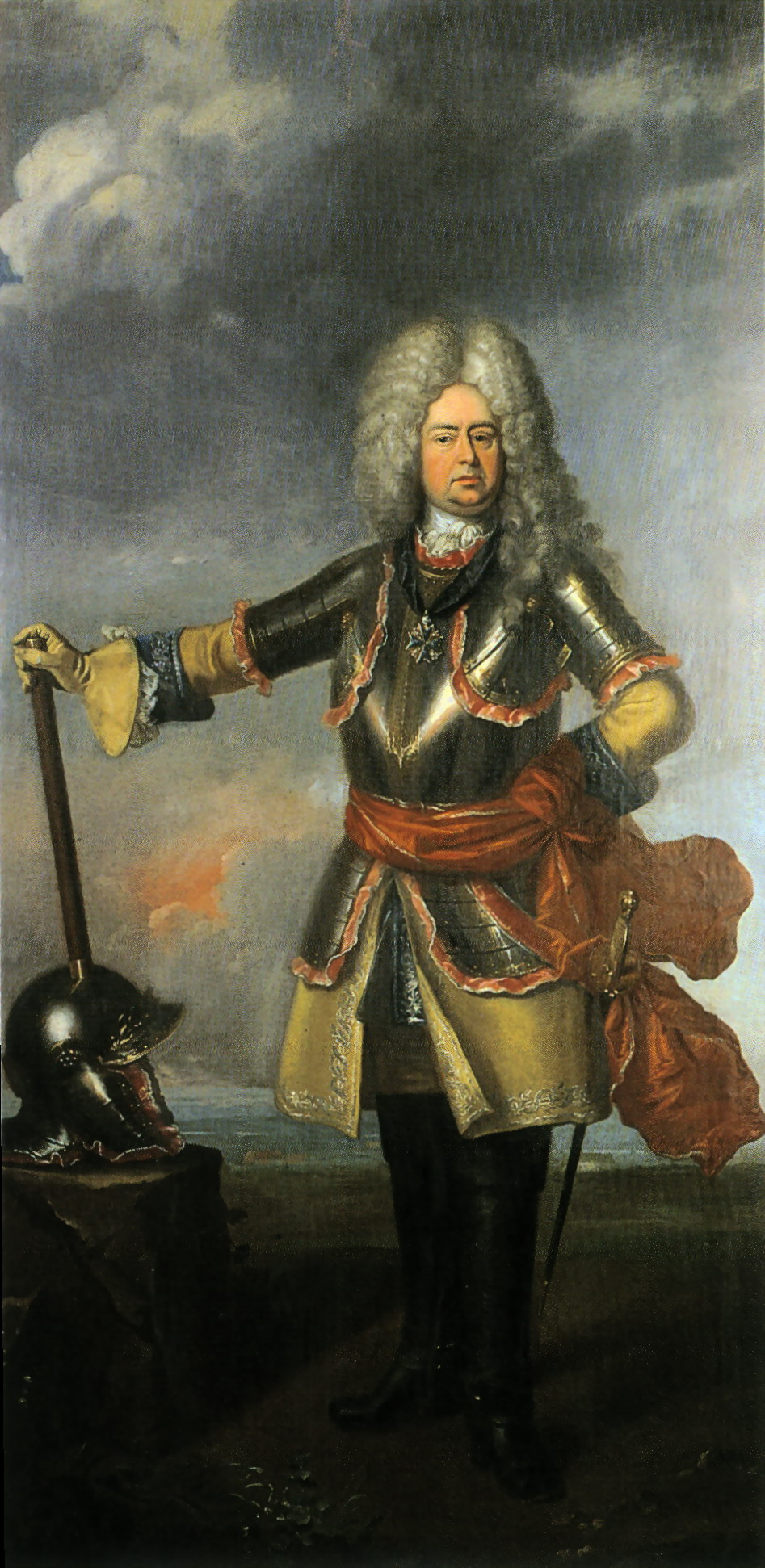
Ritratto del governatore Daniël van Dopff di Johann Valentin Tischbein, c. 1750
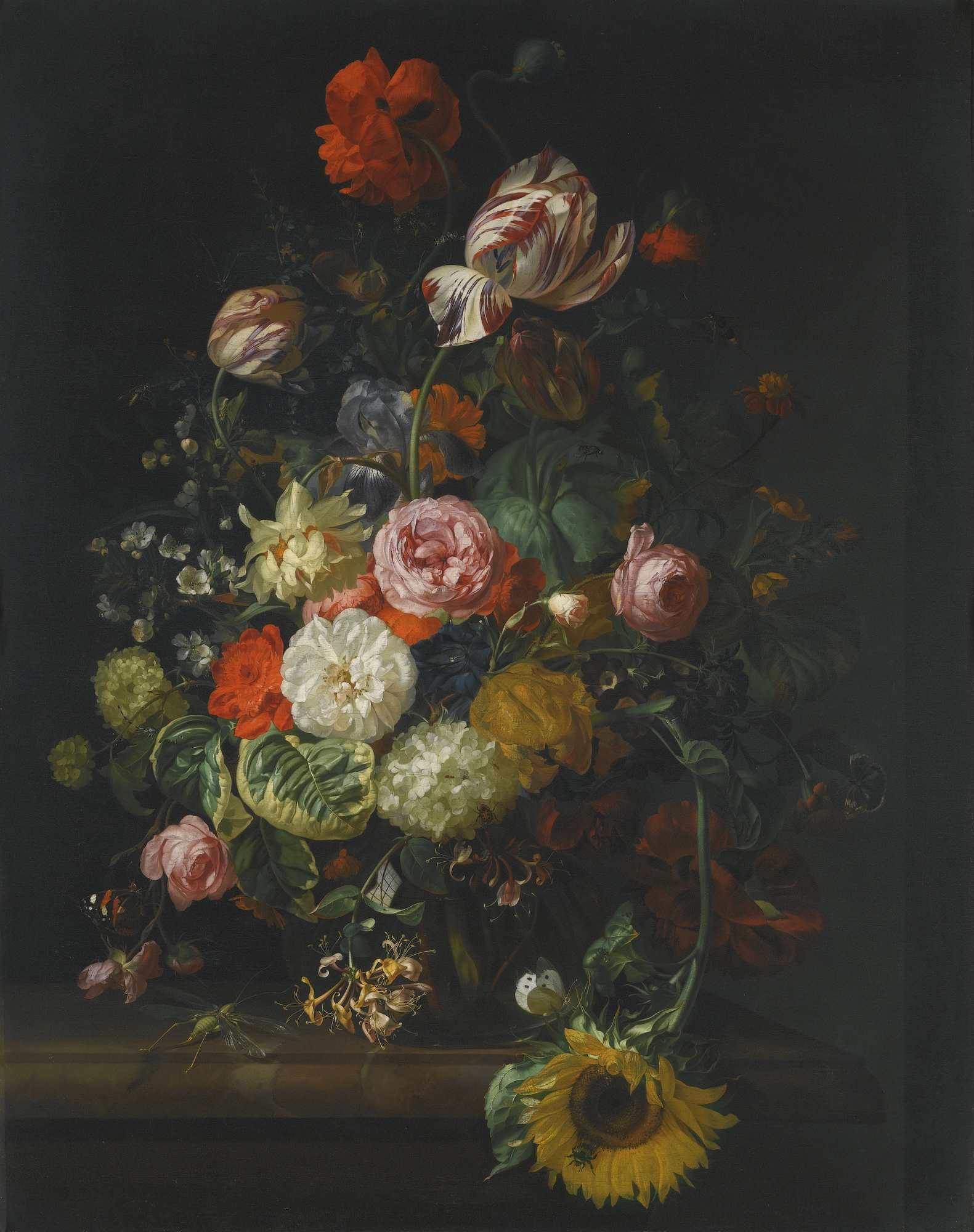
Natura morta di Rachel Ruysch, 1710
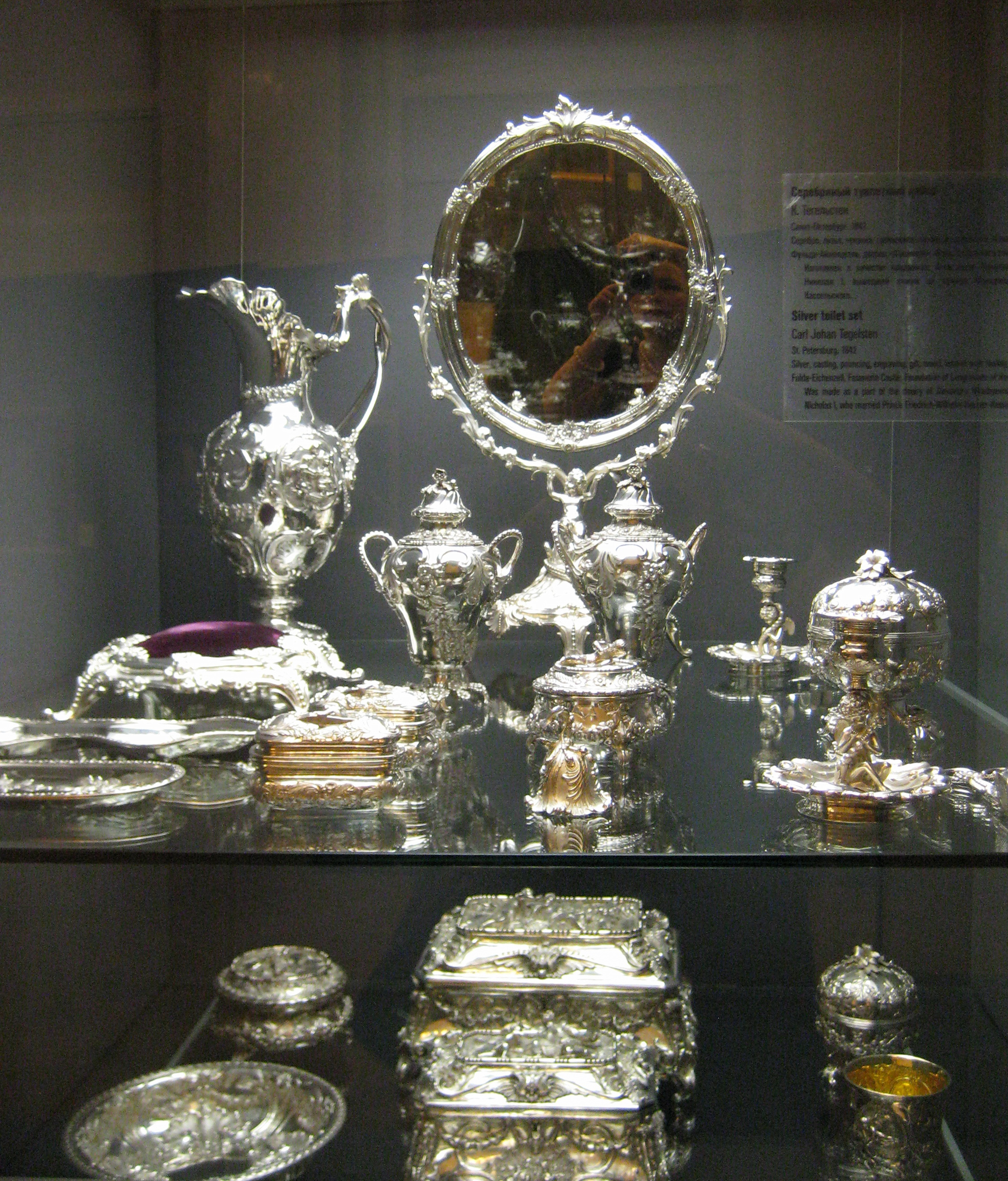
Argenteria del XVIII secolo di Aleksandra Nikolaevna Romanova